# Годино, Део Грасья Никола
Део Грасья Николя Годино (фр. Deo Gratias Nicolas Godinot; 1765—1811) — французский военный деятель, дивизионный генерал (1811 год), барон (1808 год), участник революционных и наполеоновских войн.

## Биография
Поступил на службу 13 августа 1787 года в качестве драгуна в 17-й драгунский полк. 11 мая 1788 года перевелся во 2-й конно-егерский полк, и служил в нём до 16 ноября 1790 года.
Когда батальоны добровольцев поднялись со всех сторон, чтобы отразить иностранную агрессию, Годино возобновил службу, и 6 августа 1792 года был назначен капитаном в батальон егерей Реймса, который стал 13-м, затем 25-м полком лёгкой пехоты. Служил в Центральной, Мозельской и Самбро-Маасской армиях.
4 июля 1796 года во главе своего батальона он взял лагерь Виллерсдорф, где закрепился корпус генерала Края. В тот же день он подавил огонь неприятеля, защищавший подступы к горе Кальте-Айзе. Мудрые распоряжения, которые он предпринял в ходе боя, позволили отрезать отступление австрийцам и способствовали захвату сильной колонны в 800 человек. С 1797 по 1801 года он воевал в Германии и Италии. 21 марта 1799 года, в деле у Оштраха в Швабии, он был ранен выстрелом в правое плечо. 30 июня 1799 года произведён в полковники, и назначен командиром 25-го полка лёгкой пехоты. 26 сентября при Везене (Швейцария) со своим полком и батальоном гренадеров атаковал Бендерский полк, защищавший эту деревню, взял его в плен и доставил французам 11 пушек, 31 ящик с патронами и флаг. 7 апреля 1800 года при нападении на Монтефаччио во время блокады Генуи, он получил пулевую рану в левую руку.
9 апреля атаковал австрийцев в Ностре-Санта-дель-Аква, сбил их с позиций и прогнал обратно в хижины Марчероло. 11 апреля, при нападении в горах Эрметт, он был ранен выстрелом в левое бедро; но хотя эта рана была достаточно серьёзной, он не захотел покидать поле битвы и, схватив флаг 3-го полка, он поднял дух своих войск, которые были отброшены врагом  и пришли в расстройство; он возвратил их в бой, вернул позиции и остался хозяином поля битвы. 12 апреля во втором бою у Эрметты он был ранен выстрелом в левую ногу. 23 апреля, во время нападения на линии Безаньо и Польчевера, он был взят в плен в Сен-Пьер-д'Арена (пригород Генуи). На следующий день его обменяли на австрийского полковника. 30 апреля пришёл на помощь атакованным постам под Польчеверой, остановил австрийцев и вынудил их отойти обратно за реку. Наконец, 11 мая он сражался с редкостным бесстрашием в Монтефаччио и получил пулю в правое колено. В битве при Поццоло 25 декабря 1800 года он был ранен в шестой раз пулей в левое бедро.
Вернувшись во Францию после завершения боевых действий, он служил в гарнизоне в  Монмеди. Затем входил в войска, собранные в лагере Монтрёй.
1 февраля 1805 года Годино был произведён в бригадные генералы. 2 марта состоял при французских войсках, дислоцированных в Нидерландах. Участвовал в Австрийской кампании 1805 года, состоял при штабе Великой Армии. С 9 по 23 октября выполнял функции коменданта Донаувёрта. С 7 ноября по 9 декабря — начальник штаба временного корпуса Великой Армии. 31 декабря 1805 года был назначен начальником штаба 5-го армейского корпуса Великой Армии. 1 октября 1806 года переведён с той же функцией в новый 8-й армейский корпус.
С 3 ноября 1807 года — в составе 2-го наблюдательного корпуса Жиронды. 1 января 1808 года — комендант Ретиро, 3 марта 1808 года возглавил бригаду в дивизии генерала Малера. С 30 июля 1808 года — комендант Бургоса.
6 ноября 1808 года стал командиром 1-й бригады пехотной дивизии генерала Дессоля 4-го армейского корпуса Армии Испании. 10 мая 1811 года был произведён в дивизионные генералы, и получил под своё начало 2-ю пехотную дивизию 1-го корпуса Пиренейской армии. 1 сентября возглавил 1-ю резервную пехотную дивизию.
В сражении при Альбуэре (16 мая 1811 года), дважды отказался выполнить приказ маршала Сульта и оставить свои позиции. В конце лета 1811 года Годино успешно действовал против испанских партизан. Осенью 1811 года Годино участвовал в операции, целью которой был разгром полупартизанского формирования испанского генерала Бальестероса. Операция закончилась неудачно,  причем главным виновником её  провала маршал Сульт посчитал Годино. Прибыв 26 октября 1811 года в Севилью, Годино подвергся жёсткой критике со стороны маршала за свои действия, и 27 октября 1811 года покончил жизнь самоубийством (застрелился).

## Воинские звания
- Капитан (6 августа 1792 года);
- Командир батальона (1 апреля 1793 года);
- Полковник (30 июня 1799 года);
- Бригадный генерал (1 февраля 1805 года);
- Дивизионный генерал (10 мая 1811 года).

## Титулы
- Барон Годино и Империи (фр. baron Godinot et de l'Empire; декрет от 19 марта 1808 года, патент подтверждён 27 июля 1808 года)[1].

## Награды
Легионер ордена Почётного легиона (11 декабря 1803 года)
 Офицер ордена Почётного легиона (14 июня 1804 года)
 Коммандан ордена Почётного легиона (9 марта 1806 года)
 Кавалер ордена Железной короны (16 ноября 1808 года)